# Aeroportul Rio Grande
Aeroportul Rio Grande (IATA: RGA, ICAO: SAWE) este un aeroport din Provincia Tierra del Fuego, Argentina ce deservește zona Río Grande⁠(d). Aeroportul a fost tranzitat în decembrie 2022 de 12.741 de pasageri. A fost numit după zona deservită.
Situat la o altitudine de 20 m, aeroportul dispune de o singură pistă. Este operat de Aeropuertos Argentina⁠(d).